# سايبر بانك: إيدجرانرز
سايبر بانك: إيدجرانرز (بالإنجليزية: Cyberpunk: Edgerunners)‏ هو مسلسل أنمي أونا يابانية - بولندية مبنية على أحداث لعبة الفيديو سايبر بانك 2077 من تطوير شركة سي دي بروجكت، المسلسل من إنتاج تريغر تحت إشراف شركة سي دي بروجكت وعُرض على منصة نتفليكس في سبتمبر 2022.

## روابط خارجية
- سايبر بانك: إيدجرانرز على موقع IMDb (الإنجليزية)
- سايبر بانك: إيدجرانرز على موقع ميتاكريتيك (الإنجليزية)
- سايبر بانك: إيدجرانرز على موقع روتن توميتوز (الإنجليزية)
- سايبر بانك: إيدجرانرز على موقع روتن توميتوز (الإنجليزية)
- سايبر بانك: إيدجرانرز على موقع نتفليكس (الإنجليزية)
- سايبر بانك: إيدجرانرز على موقع ليتربوكسد (الإنجليزية)
- سايبر بانك: إيدجرانرز على موقع كينوبويسك (الروسية)
- سايبر بانك: إيدجرانرز على موقع ألو سيني (الفرنسية)
- سايبر بانك: إيدجرانرز على موقع قاعدة بيانات الفيلم (الإنجليزية)
- سايبر بانك: إيدجرانرز على موقع ANN anime (الإنجليزية)